# Narwskaja (stacja kolejowa)
Narwskaja (ros. Нарвская) – towarowa stacja kolejowa w miejscowości Petersburg, w Rosji. Obsługuje port morski Petersburg.

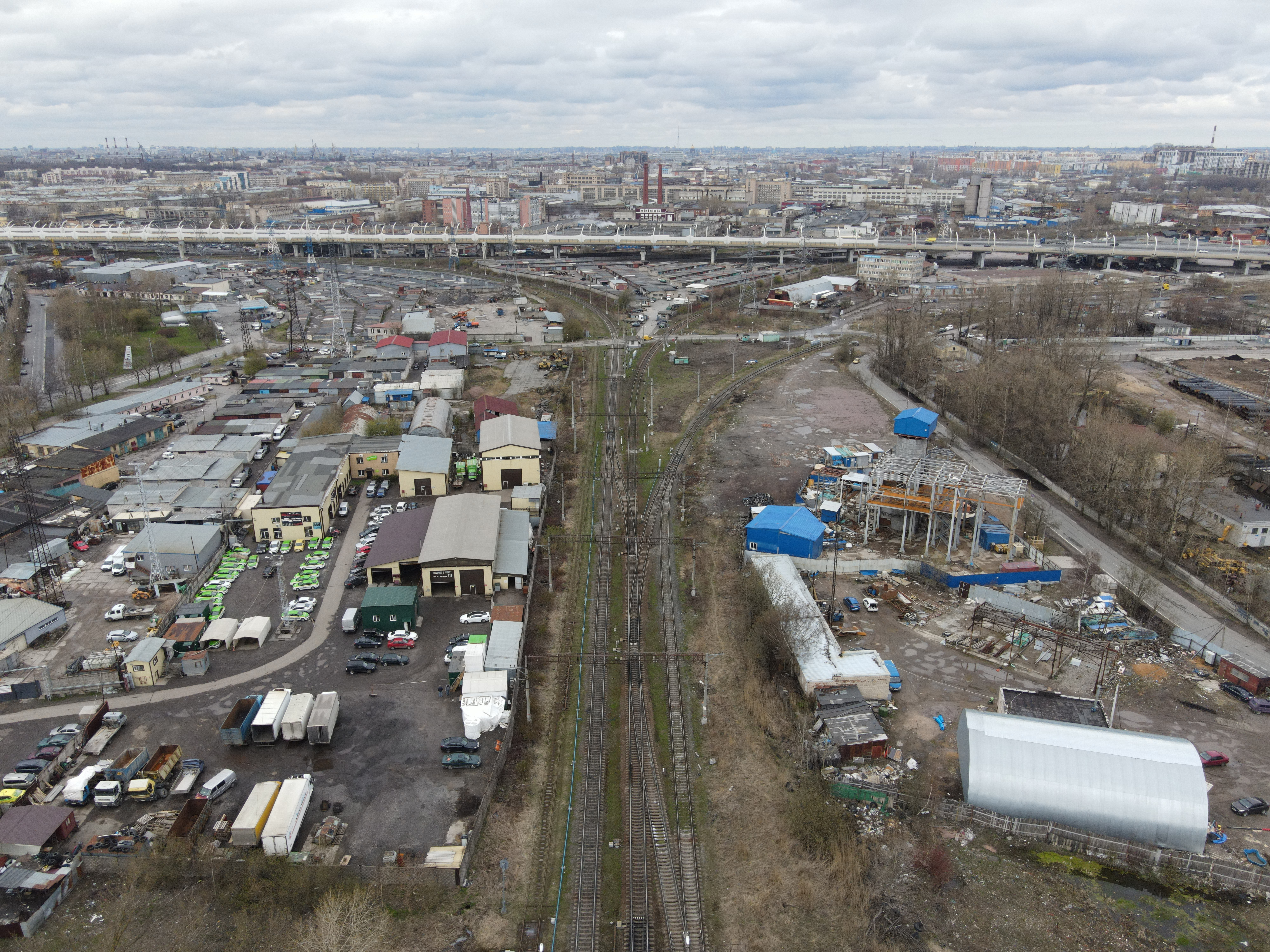
Widok w stronę północną
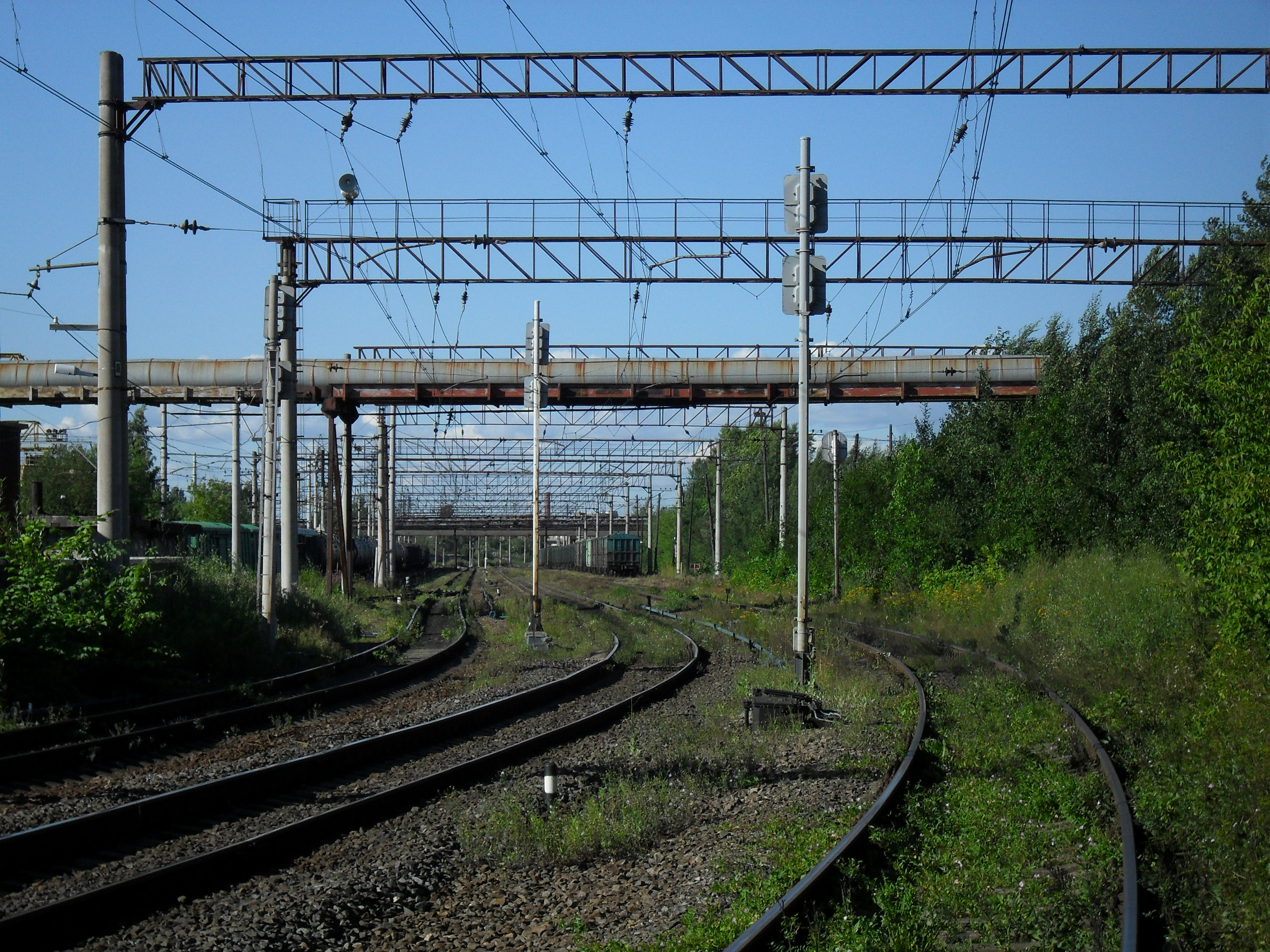